# Victor Makeïev
Victor Petrovitch Makeïev (russe : Ви́ктор Петро́вич Маке́ев) est  un ingénieur soviétique, né le 25 octobre 1924 à Kolomna (Union soviétique) et mort le 25 octobre 1985 à Moscou. Il a dirigé le bureau d'études SKB-385 à l'origine de tous les missiles mer-sol balistiques stratégiques soviétiques, du R-11FM jusqu'aux différentes versions du R-29 développés de son vivant. Malgré le retard de son pays dans le domaine de l'électronique et de la propulsion à propergol solide, il parvient à doter son pays d'armes aux capacités équivalentes à celles des États-Unis.

## Formation
Victor Makeïev est né le 25 octobre 1924 à Kolomna dans la région de Moscou. Il travaille dans une usine aéronautique de Moscou à compter de 1939 ; celle-ci est évacuée à Kazan en 1941 à la suite de l'avance allemande. Dans cette ville il suit, à compter de 1942, les cours du soir à l'Université technique puis à compter de 1944 les cours de jour de l'Institut aéronautique de Moscou dont il sort diplômé en 1950. À compter de 1947, il travaille en parallèle sur la conception de missiles balistiques au bureau d'études OKB-1 dirigé par Sergueï Korolev, futur responsable du programme spatial soviétique. Il est également fortement impliqué dans le mouvement de la jeunesse communiste, le Komsomol, et participe en tant que commissaire politique aux Jeux olympiques d'Helsinki de 1952.

## Création d'un centre de conception et de fabrication des missiles dans l'Oural
Makeïev est rapidement remarqué et Korolev lui confie le développement du missile tactique R-11 utilisant des ergols stockables et de sa version navale le R-11FM. Fin 1953, Nikita Khrouchtchev décide de décentraliser en partie les centres de conception et de production des missiles balistiques pour éviter qu'une seule frappe nucléaire sur Moscou ne détruise l'ensemble de cette industrie. Le ministre des Armements Dmitri Oustinov fait installer  deux autres centres de conception et de production de missiles en dehors de Moscou :  l'un, dans le sud de l'Union soviétique, l'OKB-586, dirigé par Mikhail Yanguel développera par la suite tous les missiles balistiques stratégiques sol-sol. Le second est implanté à Zlatooust dans l'Oural et est confié à Makeïev qui a à l'époque à tout juste 30 ans. Korolev a recommandé Makeïev pour ce poste malgré son jeune âge. Celui-ci est nommé le 11 mars 1955 responsable du bureau d'études SKB-385 qui avait jusque-là produit les tout premiers missiles balistiques. Sa mission initiale est de mettre au point le R-11 et le R-11FM ainsi que de développer les nouveaux missiles tactiques de courte portée tirés depuis la terre ou la mer.

## Concepteur des missiles de la force stratégique sous-marine soviétique
En 1955, Korolev décide de déléguer à Makeïev l'ensemble des travaux portant sur les missiles balistiques lancés depuis les sous-marins dont il avait la charge. Il développe le missile tactique R-17 (1957-1958), dernière évolution du R-11, également connu sous l’appellation Scud-B. Mais la décision est prise à cette époque  de spécialiser l'établissement dirigé par Makeïev dans la conception des missiles lancés depuis les sous-marins et le développement du R-17 est confié à un autre bureau d'études. Le bureau d'études de Makeïev est déménagé à Miass. L'Union soviétique a pris beaucoup de retard sur les États-Unis dans le développement de la propulsion à propergol solide et les équipements soviétiques, plus lourds, nécessitent le recours à des moteurs à ergols liquides plus performants mais peu commodes à manipuler à bord de sous-marins. Malgré ce handicap, il parvient progressivement à développer des missiles balistiques qui font jeu égal avec les productions américaines. Les premiers missiles sont tirés par les sous-marins depuis la surface. Il met au point, en 1963, le R-21, premier missile tiré en plongée puis, en 1968, le R-27, premier missile dont les ergols sont mis en place en usine. Il développe par la suite le R-29 qui lance des missiles intercontinentaux à plusieurs têtes nucléaires puis en 1983 le R-39 (en) qui est le premier missile à propergol solide ainsi qu'en 1986 le R-29RM aux performances remarquables. Makeïev met au point de nombreuses solutions techniques innovantes avec la participation du bureau d'études de Alexeï Issaïev qui lui fournit les systèmes de propulsion : insertion des moteurs au sein des réservoirs d'ergols pour raccourcir la longueur du missile, système de navigation astronomique embarqué, tuyères extensibles, ...),.

## Honneurs et récompenses
Makeïev a été nommé deux fois Héros du travail socialiste (1961 et 1974) trois fois Héros de l'Union soviétique (1968,1978,1983) et reçu l'ordre de Lénine  en 1959. Il est élu à l'Académie des sciences de l'URSS en 1977 à la chaire sur les matériaux composites. L'entreprise qu'il dirigeait à Miass est renommée après sa mort en son honneur Centre des lanceurs académicien V Makeïev.
Après le décès de Korolev le 14 janvier 1966 certains anciens collaborateurs de Korolev proposèrent à Makeïev de remplacer celui-ci à la tête du programme spatial soviétique mais il refuse le poste car il avait trop à faire dans son propre domaine. En 1976 sa renommée est telle qu'on lui propose le poste de ministre de la construction des machines mais il décline également cette offre.

### Sources
- (en) Boris Chertok, Rockets and People volume 2 creating a rocket industry, NASA History series, 2006
- (en) Boris Chertok, Rockets and People volume 3, NASA History series, 2006
- (en) Asif A. Siddiqi, Spoutnik and the soviet space challenge, University Press of Florida, 2003, 527 p. (ISBN 978-0-8130-2627-5)